# Богоявленська сільська рада
| Богоявленська сільська рада — колишній орган місцевого самоврядування у Мар'їнському районі Донецької області з адміністративним центром у с. Богоявленка. Сільській раді були підпорядковані населені пункти: - с. Богоявленка |

## Склад ради
Рада складалася з 16 депутатів та голови.

## Історія
Донецька обласна рада рішення від 30 березня 2004 року у Мар'їнському районі у зв'язку з перейменуванням села Добровілля на село Богоявленка, перейменувала Добровільську сільраду на Богоявленську.